# Andrés Micolta
Norma Andrés Micolta Arroyo (Esmeraldas, 6 giugno 1999) è un calciatore ecuadoriano, difensore del Pachuca e della nazionale ecuadoriana.

## Caratteristiche tecniche
È un difensore centrale.

## Carriera

### Club
Cresciuto nel settore giovanile del Téc. Universitario, Micolta ha iniziato la sua carriera in Brasile nello stato di Espírito Santo dove nel 2021 ha giocato nel Campionato Capixaba con il Rio Branco-ES e nel Campeonato Capixaba Série B con il Castelo.
Nel 2022 ha fatto ritorno in Ecuador all'El Nacional con cui ha conquistato la promozione in Primera Categoría Serie A al termine della stagione. Titolare nella stagione successiva, dove ha esordito anche in Coppa Libertadores, il 14 dicembre 2023 si è trasferito a parametro zero al Pachuca.

### Nazionale
Il 13 giugno 2024 ha debuttato con la nazionale ecuadoriana nell'amichevole vinta 3-1 contro la Bolivia.

## Statistiche

### Presenze e reti nei club
Statistiche aggiornate al 14 giugno 2024.
| Stagione        | Squadra         | Campionato      | Campionato | Campionato | Coppe nazionali | Coppe nazionali | Coppe nazionali | Coppe continentali | Coppe continentali | Coppe continentali | Altre coppe | Altre coppe | Altre coppe | Totale | Totale | Totale |
| Stagione        | Squadra         | Comp            | Pres       | Reti       | Comp            | Pres            | Reti            | Comp               | Pres               | Reti               | Comp        | Pres        | Reti        | Pres   | Reti   |        |
| --------------- | --------------- | --------------- | ---------- | ---------- | --------------- | --------------- | --------------- | ------------------ | ------------------ | ------------------ | ----------- | ----------- | ----------- | ------ | ------ | ------ |
| 2021            | Rio Branco-ES   | A/ES            | 3          | 0          | CB              | 0               | 0               |                    | -                  | -                  |             | -           | -           | 3      | 0      |        |
| 2022            | Castelo         | B/ES            | 4          | 0          |                 | -               | -               |                    | -                  | -                  |             | -           | -           | 4      | 0      |        |
| 2022            | El Nacional     | B               | 13         | 2          | CE              | 7               | 0               |                    | -                  | -                  |             | -           | -           | 20     | 2      |        |
| 2023            | El Nacional     | A               | 23         | 3          |                 | -               | -               | CL                 | 4                  | 1                  |             | -           | -           | 27     | 4      |        |
| 2023-2024       | Pachuca         | LMX             | 9          | 0          | CM              | 0               | 0               | CCC                | 5                  | 1                  |             | -           | -           | 14     | 1      |        |
| Totale carriera | Totale carriera | Totale carriera | 79         | 5          |                 | 7               | 0               |                    | 9                  | 2                  |             | -           | -           | 95     | 7      |        |

### Cronologia presenze e reti in nazionale
| Cronologia completa delle presenze e delle reti in nazionale ― Ecuador | Cronologia completa delle presenze e delle reti in nazionale ― Ecuador | Cronologia completa delle presenze e delle reti in nazionale ― Ecuador | Cronologia completa delle presenze e delle reti in nazionale ― Ecuador | Cronologia completa delle presenze e delle reti in nazionale ― Ecuador | Cronologia completa delle presenze e delle reti in nazionale ― Ecuador | Cronologia completa delle presenze e delle reti in nazionale ― Ecuador | Cronologia completa delle presenze e delle reti in nazionale ― Ecuador |
| Data                                                                   | Città                                                                  | In casa                                                                | Risultato                                                              | Ospiti                                                                 | Competizione                                                           | Reti                                                                   | Note                                                                   |
| ---------------------------------------------------------------------- | ---------------------------------------------------------------------- | ---------------------------------------------------------------------- | ---------------------------------------------------------------------- | ---------------------------------------------------------------------- | ---------------------------------------------------------------------- | ---------------------------------------------------------------------- | ---------------------------------------------------------------------- |
| 13-6-2024                                                              | Chester                                                                | Ecuador                                                                | 3 – 1                                                                  | Bolivia                                                                | Amichevole                                                             | -                                                                      | 86’                                                                    |
| Totale                                                                 |                                                                        | Presenze                                                               | 1                                                                      |                                                                        | Reti                                                                   | 0                                                                      |                                                                        |

## Palmarès

### Club

#### Competizioni nazionali
- Primera Categoría Serie B: 1

El Nacional: 2022

#### Competizioni internazionali
- CONCACAF Champions League: 1

Pachuca: 2024
- Coppa Intercontinentale FIFA - Derby delle Americhe: 1

Pachuca: 2024
- Coppa Intercontinentale FIFA - Challenger Cup: 1

Pachuca: 2024